# Dendromus oreas
Dendromus oreas är en däggdjursart som beskrevs av Wilfred Hudson Osgood 1936. Dendromus oreas ingår i släktet Dendromus och familjen Nesomyidae. Inga underarter finns listade i Catalogue of Life.

## Utseende
Individerna når en kroppslängd (huvud och bål) av 6,0 till 7,4 cm, en svanslängd av 8,9 till 10,4 cm och en vikt av 9 till 13 g. Bakfötterna är 1,8 till 2,0 cm långa och öronen är 1,3 till 1,9 cm stora. Typiskt är den svartaktiga längsgående strimman på den bruna ovansidan som sträcker sig från ryggens mitt till svansens start. Flera exemplar har en otydlig strimma. Undersidans päls är rödaktig till gulgrå. Ibland förekommer krämfärgade eller vita fläckar på strupen, bröstet och kring djurets anus. De svartbruna öronen är täckta med fina hår. Den femte tån vid bakfoten är motsättlig och påfallande lång.

## Utbredning
Denna gnagare förekommer endemisk i Kamerun. Den vistas i bergstrakter mellan 850 och 4000 meter över havet. Habitatet utgörs av gräsmarker och bergssavanner. Arten uppsöker även odlade områden.

## Ekologi
Individerna är aktiva på dagen och vistas främst på marken. Dendromus oreas kan vara dag- och nattaktiv. Den vistas ofta i underjordiska bon. En hona var dräktig med fem ungar.

## Bevarandestatus
I framtiden kan gräsätande boskapsdjur som vandrar till högre trakter påverka beståndet negativt. IUCN kategoriserar arten globalt som livskraftig (LC).